# 御田寺圭
御田寺 圭（みたてら けい）は、日本の文筆家。インターネット上ではテラケイ、白饅頭名義でも言論活動を行っている。

## 概要
大学入学を機に上京。
当時、駅前では大学の国際協力系サークルが募金活動を行っており盛況を呈していたが、その隣で行われていたビッグイシューの販売はほとんど見向きもされていなかったこと、ホームレスに公的支援を受けることを勧めても「俺は、だめな人間だからこうなった。だから、いまさら他人様のお世話になってはいけないと思う」と言われたことから、誰にも顧みられることのない、「透明化された人びと」の存在を意識し始めたという。
2018年（平成30年）に単著『矛盾社会序説 その「自由」が世界を縛る』を上梓。現在、プレジデントオンラインや現代ビジネスのネットメディアに社会評論記事を寄稿している。スタジオジブリの出版部が発行する雑誌「熱風」に2021年12月号から連載コラム「ブリッジ」を寄稿していた。

## 主張

### おっさん差別批判
「おっさん」という属性を一括りにしたバッシングは、本来的には差別以外のなにものでもないが、それが省みられることはほとんどない。自分たちが考える「悪」を「おっさん」に紐づけて記述することは、性差別・年齢差別と非難されるどころか、大量の賞賛や共感が寄せられる状況となっている。「おっさんへの差別は差別ではない」という例外的な合意が暗黙裡に敷かれている。と述べている。
　

### かわいそうランキング
著書では「かわいそうランキング」という語を用い、世間から「かわいそうだ」と思ってもらえる者とそうでない者の格差について問題提起している。例として大々的に社会問題化された2015年（平成27年）の電通の東大卒女性社員過労自殺事件と、ほとんど話題になることのなかった2017年（平成29年）の新国立競技場男性社員自殺事件とを比較して論じている。また、相模原障害者施設殺傷事件の犯人に対する「ネット底辺層」の支持の声を取り上げ、障害者に対してであれば許されない「生産性」を「人の価値」とする態度も、相手が「できの悪い健常者」であれば「自己責任」「努力不足」で済まされるという問題を提起している。
赤木智弘との対談では、「人間がかわいそうだな、情けをかけてあげたいなと、感情に基づいて選択しようすればするほど、結果的に救われない人が出てきます」「みんなの悪気ない『小さなノーサンキュー』が積もり積もって巨大な闇みたいになっていく」と述べ、生活保護の水際作戦を例として「みんなが爪弾きにするようなタイプの人であろうが受けられるものにしないといけない」と述べている。

### リベラル批判
現代のリベラルに対して批判的な論調がある。左派・リベラル派と右派・保守派の逆転現象が起きており、保守派の方がリベラルであると述べている。
2019年（令和元年）に日本赤十字社のポスターに用いられた漫画『宇崎ちゃんは遊びたい!』のイラストが「性的」と批判された騒動に関し、リベラリストたちが目指しているのは「お前たちがこの社会に存在してよいのかどうかを決められるのはこっちだぞ」という「社会の規範を決定する権利の獲得」であると述べている。
2020年（令和2年）に草津町の女性町議が町長からのセクハラを訴えてリコールされた騒動では、女性町議を擁護した人々を批判し、「端的に異常であるとしか言いようがない」「左派が政治的ただしさによって正当性を得た「エモ」によって人びとを動員し、右派がロジックやエビデンスでこれをちくちくと批判する逆転現象が起きている」と述べた。

### 無縁社会
現代社会では「多様性の時代」が叫ばれる一方、包摂されるに値すると見做されるのは「ポリティカル・コレクトなコミュニケーション」を行うことのできる人間のみであり、「コミュニケーションがキモく、拙く、しょうもない人間」は容赦なく排斥されるという問題を指摘している。近年問題となっている「無縁社会」は、「社会的に望ましいコミュニケーション・コード」の要求値が大きく高まり、自分が好まない他人との接触を自由に拒否できるようになったことから、必然的に生じた問題であるとする。

## 著書
- 『矛盾社会序説 その「自由」が世界を縛る』イースト・プレス、2018年。
- 『ただしさに殺されないために　声なき者への社会論』大和書房、2022年。
- 『フォールン・ブリッジ 橋渡し不可能な分断社会を生きるために』徳間書店、2024年。